# Municipio de Brush Creek (condado de Douglas)
El municipio de Brush Creek (en inglés: Brush Creek Township) es un municipio ubicado en el condado de Douglas en el estado estadounidense de Misuri. En el año 2010 tenía una población de 397 habitantes y una densidad poblacional de 4,19 personas por km².

## Geografía
El municipio de Brush Creek se encuentra ubicado en las coordenadas 36°49′55″N 92°15′16″O / 36.83194, -92.25444. Según la Oficina del Censo de los Estados Unidos, el municipio tiene una superficie total de 94.65 km², de la cual 94,63 km² corresponden a tierra firme y (0,02 %) 0,02 km² es agua.

## Demografía
Según el censo de 2010, había 397 personas residiendo en el municipio de Brush Creek. La densidad de población era de 4,19 hab./km². De los 397 habitantes, el municipio de Brush Creek estaba compuesto por el 95,21 % blancos, el 0,25 % eran amerindios, el 0,25 % eran asiáticos y el 4,28 % eran de una mezcla de razas. Del total de la población el 0,76 % eran hispanos o latinos de cualquier raza.